# Маље Залужје
Маље Залужје (слч. Malé Zálužie) насељено је мјесто са административним статусом сеоске општине (слч. obec) у округу Њитра, у Њитранском крају, Словачка Република.

## Становништво
| Година:    | 1994. | 2004.   | 2014.   | 2024.   |
| ---------- | ----- | ------- | ------- | ------- |
| Број људи: | 285   | 257     | 278     | 285     |
| Разлика:   |       | -9,82 % | +8,17 % | +2,51 % |

| Година:    | 2023. | 2024.   |
| ---------- | ----- | ------- |
| Број људи: | 271   | 285     |
| Разлика:   |       | +5,16 % |

Према подацима о броју становника из 2011. године насеље је имало 269 становника.